# Pterocypha
Pterocypha là một chi bướm đêm thuộc họ Geometridae.

## Các loài
- Pterocypha gibbosaria
- Pterocypha lezardata
- Pterocypha marmorata